# Daimler-Benz DB 609
A Daimler-Benz DB 609 egy második világháborús német repülőgépmotor volt, amit a Daimler-Benz vállalat szándékozott kifejleszteni és gyártani. A típus egy fordított V hengerelrendezésű, 16 hengeres repülőgépmotor volt. A fejlesztési programot még az alkalmazás megkezdése előtt törölték.

## Jellemzők
A 609-es a Daimler-Benz egyik legerősebb, gyakorlatban alkalmazott repülőgépmotorján, a DB 603-on alapult. A fő fejlesztés az volt, hogy a hengerek számát 12-ről 16-ra növelték a motort meghosszabbítva.
A teljesítmény leginkább a hengerek számának a növelése miatt nőtt, de nem az volt az egyetlen tényező. Egyrészt a lökettérfogatot nem csak a 16 henger, hanem a furat növelése is növelte. A furatot 162 mm-ről 165 mm-re növelték, ami révén a lökettérfogat a DB 603 44,5 literjéről 61,8 literre nőtt.
Emellett a fordulatszámot is megnövelték 2700/perc-ről 2800/perc-re, és a típushoz 100 oktános üzemanyagot szándékoztak alkalmazni. A kompresszióviszony kifejezetten magas, 8,5 volt.
A típus teljesítménye a fejlesztések révén a DB 603A 1750 lóerőjéről 2600-2700 lóerőre nőtt volna. Emellett a 609-est úgy tervezték meg, hogy a teljesítményt tovább lehessen fokozni 3400 lóerőig.

## Fejlesztés
A típust 1942-ben kezdték el tervezni, és egyik lehetséges alkalmazás a Focke-Wulf 190-es lehetett volna. Ehhez a 190-est jelentősen át kellett volna tervezni, mivel a 609-es majdnem egy méterrel hosszabb volt, mint a BMW 801.
A programot még 1943-ban törölték, azon az alapon, hogy a Daimler szerint a gyártás csak 1947-ben kezdődhetett volna meg. A német légügy azt nem akarta kivárni.